# Haplanthodes verticillatus
Haplanthodes verticillatus är en akantusväxtart som först beskrevs av William Roxburgh, och fick sitt nu gällande namn av Radha Binod Majumdar. Haplanthodes verticillatus ingår i släktet Haplanthodes och familjen akantusväxter. Inga underarter finns listade i Catalogue of Life.